# Dzsembé

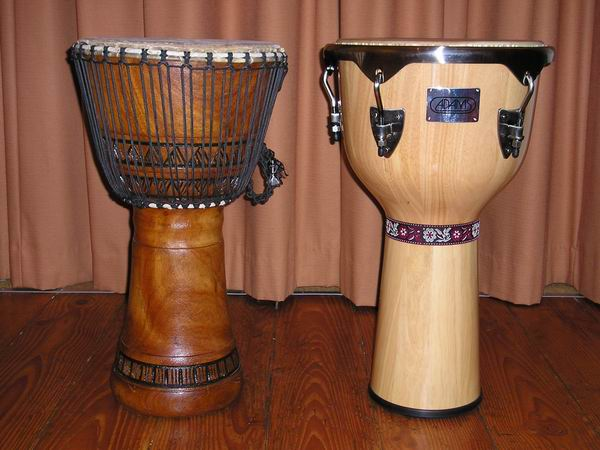
Hagyományos és modern dzsembé

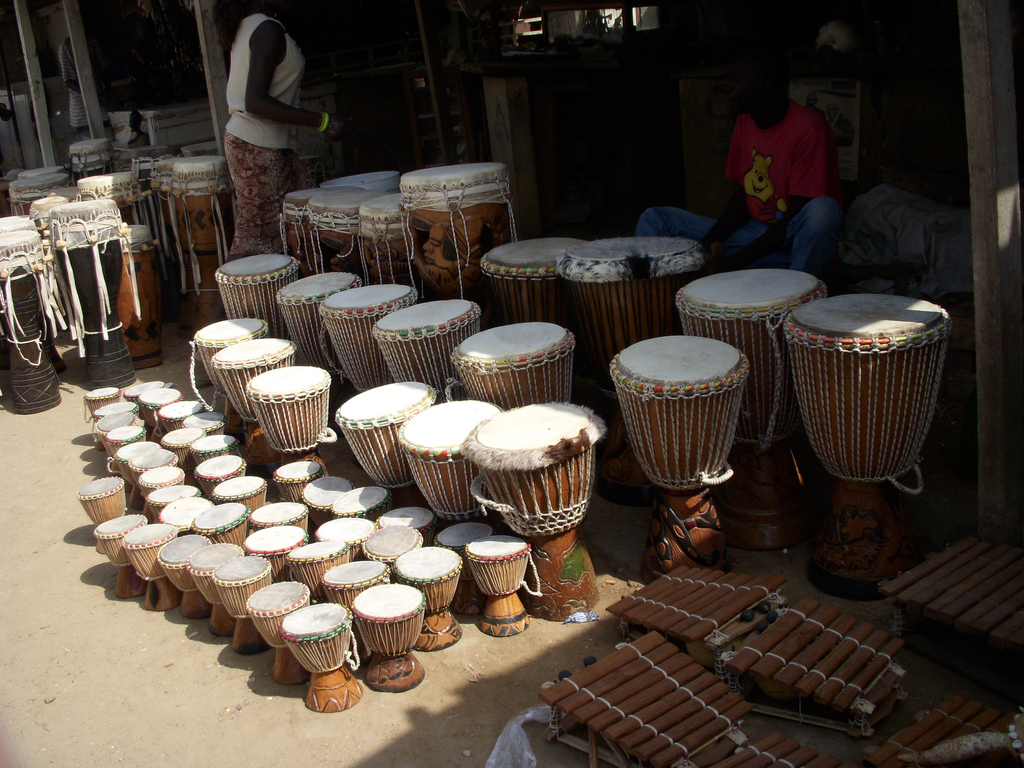
Dzsembé árus Szenegálban

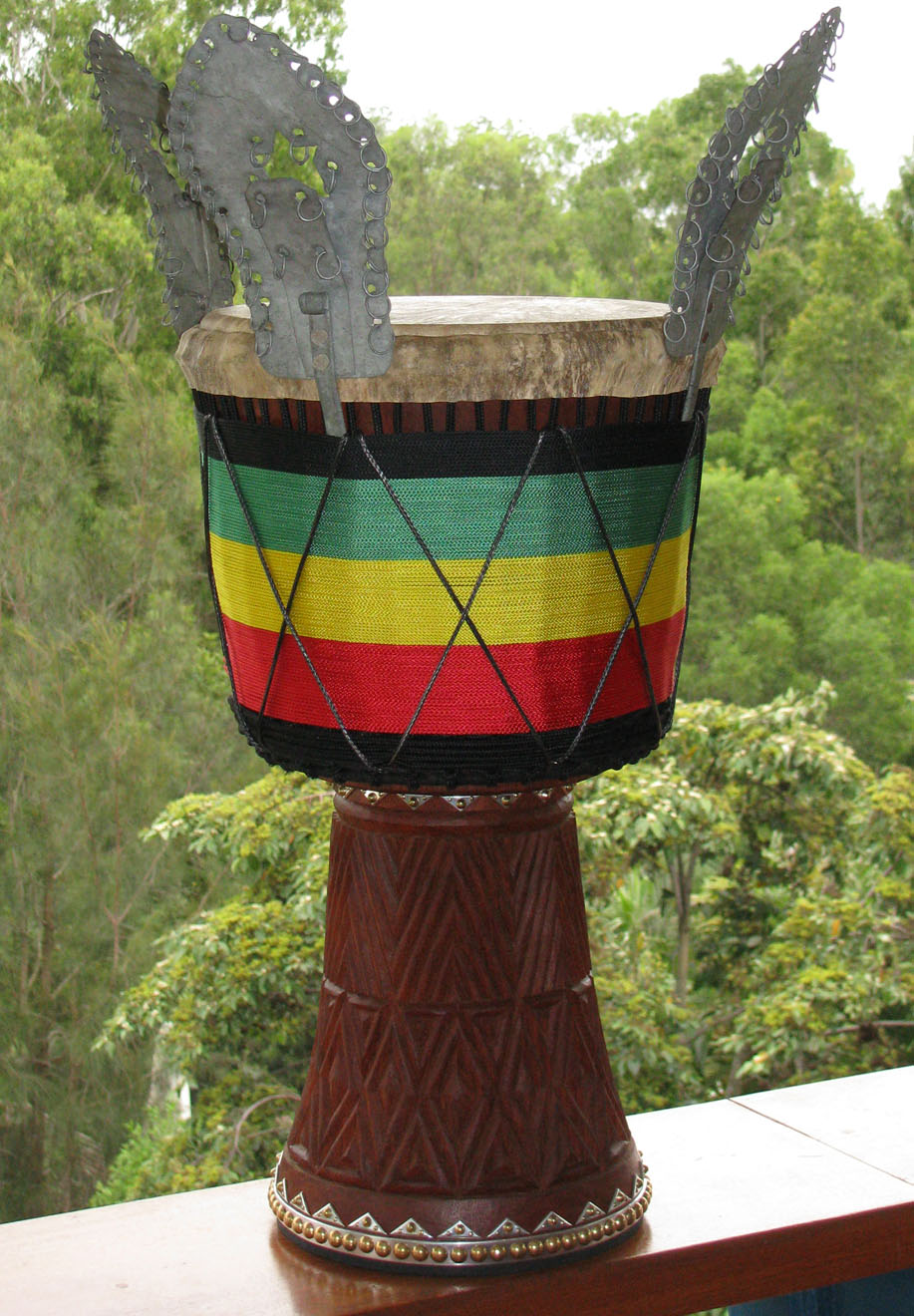
Dzsembé kiegészítőkkel: csörgő, fonaldísz és szegecselés

A dzsembé (djembé, jembe, jenbe, djimbe, jimbe, vagy dyinbe)  Nyugat-Afrika, azon belül is a mande népek tradicionális ütőhangszere, ám mára már egész Nyugat-Afrikában megtalálhatjuk. Eredete a mandinka népcsoport kovácsaihoz, a numukhoz köthető. A dzsembé széles körben való elterjedésének egyik oka lehet, hogy a numuk i. sz. 1000 körül a mai Guinea, Szenegál, Mali és Burkina Faso területeiről szétszóródva Nyugat-Afrika más népeivel is kapcsolatba kerültek, akiknek dobkészítési tudásukat átadhatták.
A numuk dzsembével való kapcsolata és tudása ellenére nem jelent meg korlátozás, jogmegvonás azzal kapcsolatban, ki játszhat dzsembén, mint ahogy több másik afrikai hangszer esetében ez a mai napig fennáll (pl. balafon, kora).
Többféle fafajta is alkalmas a dobtest elkészítésére, legtöbbször a lenke vagy iroko fajtát használják.  Figyelembe kell venni a fa korát, szellemével pedig meg kell beszélni, alkalmas e arra, hogy a belőle készült dobon keresztül a szellemek hangja és ereje megjelenjen. A régi időkben még az sem volt mindegy, hogy esős évszak volt-e, vagy száraz, mikor a fát kivágták, kora reggel volt-e, vagy az este közeledett.
Azt mondják három szellem van a dzsembében: A fa szelleme, amelyből a dobot faragták, az állat szelleme, amelynek bőre az ütőfelületet adja, valamint a dobkészítő mesteré, akinek szakmai tudása nélkül dob nem készülhet Afrikában. Igazából mesterembertől függ, hol találunk igazán jó hangszert.

## Felépítése
Jellegzetes hangzását elsősorban  lentről fölfelé szűkülő, majd hirtelen kiöblösödő, hengeres formájának köszönheti, mely trópusi kemény fából készül, és egy fából faragott. 
Tetejére általában erős kecske-, vagy borjúbőrt feszítenek, (régebben zebra, vagy antilopbőrt is) és lényegében ez adja a dob igazi, különleges „dzsembé” hangzását. Az ütőfelület mérete általában 12”, de van ennél kisebb, és nagyobb is 5”-18”-ig.
Jellegzetes kiegészítője a bőr mellé betűzött fém csörgő (eredeti nevén Kessing, Ksing Ksing vagy Sege Sege) mely az dob megütésekor magas hanggal színesíti a hangképet.

## Játéktechnika
Közepét megütve egy erős basszust hallhatunk, ám a szélein különféle kéztechnikákkal a legmagasabb hangokat is kicsalhatja az, aki gyakorlott dzsembé dobos, a mester, akit úgy hívnak: dzsembéfola.
Dzsembé hangminta

Probléma esetén lásd:Médiafájlok kezelése.